# Karakurt
Karakurt, karakurt trzynastokropki, malmignat (Latrodectus tredecimguttatus) – gatunek jadowitego pająka z rodziny omatnikowatych (Theridiidae).

## Etymologia
Tureckie słowo qara oznacza „czarny”, a qurt to „robak”. We Włoszech nazywany malmignatto, a w południowej Rosji karakurtem.

## Występowanie
Zamieszkuje suche rejony zachodniej i środkowej Azji, po Turcję, Grecję, Hiszpanię, Włochy, Chorwację, Cypr, aż do południowej Francji i Korsyki oraz północną Afrykę. W ostatnim czasie występowanie tego pająka odnotowano także w innych rejonach Europy, na przykład w południowej części Ukrainy co związane jest ze zmianami klimatu. Występuje w suchych, odkrytych miejscach (także na polach uprawnych); w czasie cyklicznych masowych pojawów można tam spotkać nawet kilka pająków na 1 metr kwadratowy.

## Środowisko
Suche, gorące tereny.

## Opis
Długość ciała 8–15 mm (samica) i 4–7 mm (samiec). Jad jest niebezpieczny dla człowieka i dużych zwierząt (krów, wielbłądów, koni). Pająk ten ma barwę czarną i kulisty kształt odwłoka, na brzusznej jego stronie występuje czerwona plama w kształcie klepsydry, a na grzbietowej 13 żółtawych lub czerwonawych plamek. Jego ciało jest połyskujące, z kilkunastoma plamkami w jasnej obwódce. Jest bliskim krewnym czarnej wdowy i często z nią mylony. Jad karakurta jest jednak bardziej niebezpieczny dla człowieka i częściej bywa śmiertelny. Dojrzałe samce żyją od maja do września, samice występują dłużej, zwykle do listopada. Samice konstruują 7–8 kokonów z jajami od czerwca do października, z przerwami trwającymi od tygodnia do trzech. Każdy kokon zawiera około 450 jaj.

## Zachowanie
W momencie zagrożenia karakurty produkują włókna przędzy, pokrywając nimi swój brzuch oraz atakujące ich osobniki. Najbardziej agresywne są samice pilnujące kokonów z jajami. Samica najczęściej zjada samca w czasie kopulacji. Karakurt buduje sieć w kształcie lejka na poziomie gruntu.

## Pokarm
Pająki te zazwyczaj nie są chętne do walki, mimo że ich szczękoczułki są bardzo ostre i bez większych trudności mogłyby przekłuć ludzką skórę. Produkowany przez karakurty jad jest szczególnie szybko i silnie działający. Te przystosowania umożliwiają odżywianie się dużymi, silnymi, dobrze opancerzonymi chrząszczami, które są częste na suchych obszarach, preferowanych przez wdowy. Ich głównym pokarmem stały się więc owady o pokaźnych rozmiarach, które wpadają w wytwarzane przez nie sieci.

## Jad
Jad karakurta jest słabszy niż jad niektórych tropikalnych gatunków. Najgroźniejszym skutkiem ukąszenia jest latrodektyzm, który powoduje podwyższoną temperaturę, wymioty, skurcze mięśni i drgawki. Podłoże neurologiczne działania jadu po raz pierwszy zaobserwowano w połączeniach nerwowo-mięśniowych żaby. Stwierdzono, że wpływ wywiera przedwczesne uwalnianie w dużych ilościach neuroprzekaźnika acetylocholiny. Destrukcja nerwów ruchowych ssaków została zbadana u kota – chociaż wpływ na mięśnie jest nieodwracalny i całkowicie blokuje połączenia nerwowo-mięśniowe, dalej są one w stanie odpowiadać na prawidłową stymulację.